# سیبسون کام استیبینگتون

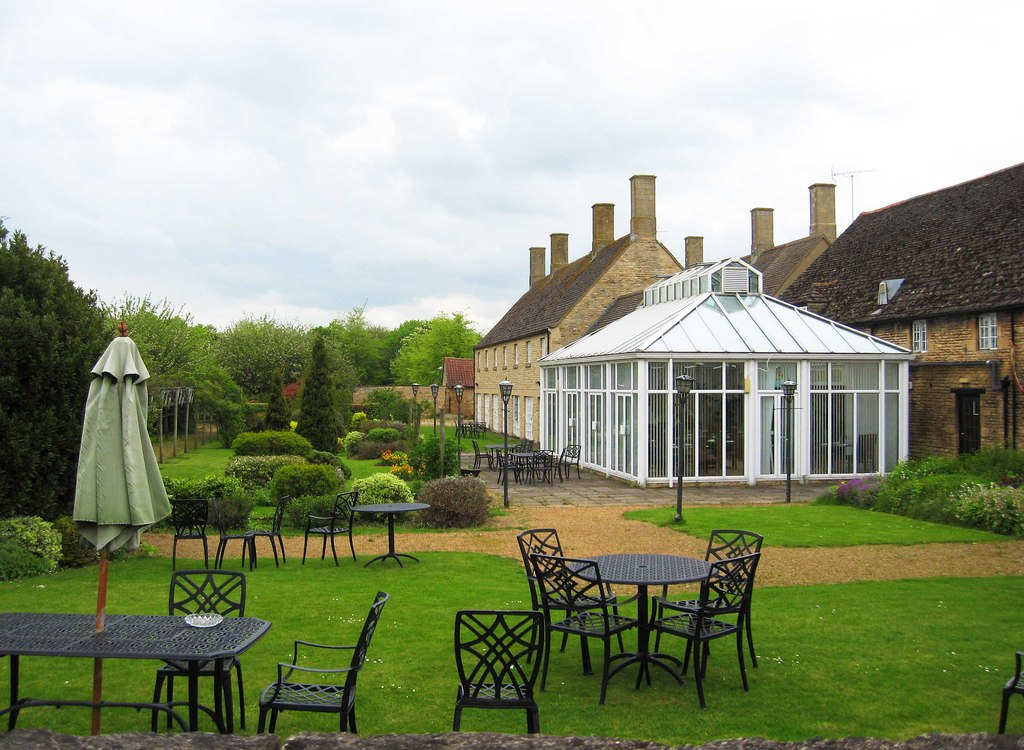
سیبسون کام استیبینگتون

سیبسون کام استیبینگتون (انگلیسی: Sibson-cum-Stibbington) روستایی در کمبریج‌شر، بریتانیا است.